# Leslie A. Miller
Leslie A. Miller (* 29. Januar 1886 in Junction City, Kansas; † 29. September 1970) war ein US-amerikanischer Politiker (Demokratische Partei), der von 1933 bis 1939 17. Gouverneur des Bundesstaates Wyoming war.

## Werdegang
Miller verließ die Schule nach Ende der 8. Klasse. Dann zog er nach Wyoming, wo er bei der Erdölsuche und -förderung erfolgreich war. Ferner wurde er Präsident der Aero Oil Company. Dann diente er zwei Amtszeiten in der State Legislature und wurde anschließend in den Senat von Wyoming gewählt. Er trat von seinem Sitz im Senat zurück, um für das Amt des Gouverneurs zu kandidieren; diese Kandidatur war erfolglos. Nach dem Tod von Gouverneur Emerson gewann er die Wahl zum Gouverneur sowie die Wiederwahl 1934 für eine zweite Amtszeit. Während seiner Amtszeit führte er eine Umsatzsteuer in Wyoming ein und lehnte die Legalisierung des Glücksspiels ab. Miller war der einzige Politiker in Wyomings Geschichte, der eine Ausdehnung des Grand-Teton-Nationalparks befürwortete. Er kandidierte noch einmal 1938 für eine dritte Amtsperiode, erlitt allerdings eine Niederlage. Im selben Jahr vertrat er seinen Staat beim Democratic National Committee. Während des Zweiten Weltkriegs war er als Regionaldirektor des War Production Board tätig und ein Mitglied der Board of Jackson Hole Preserve, Inc. Ferner wurde er noch einmal in den Senat von Wyoming gewählt.
Er war mit Margaret Morgan verheiratet. Das Paar hatte zwei gemeinsame Kinder.